# OCI Company
La OCI Company Ltd è una società rivolta alla produzione di diverse sostanze chimiche, tra cui: carbonato di sodio, acido acetico, nero di carbonio, glicofosato, perossido di idrogeno, benzene e xilene.
Gli impianti di produzione sono situati in Asia (principalmente nella Corea del Sud), Europa, America settentrionale e America meridionale.

## Storia
La compagnia è nata nel 1959, sotto il nome di "Oriental Chemical Industries". Nel 2001, in seguito alla fusione con la "Korea Steel Petrochemical", la compagnia assume il nome DC Chemical Co.
Nel 2006 ha acquisito la Columbian Chemicals Company e la Zhejiang DC.
Nel 2008 la compagnia vende la Columbian Chemicals Company. Nel 2009 cambia il suo nome in OCI Company Ltd.